# Diosa madre

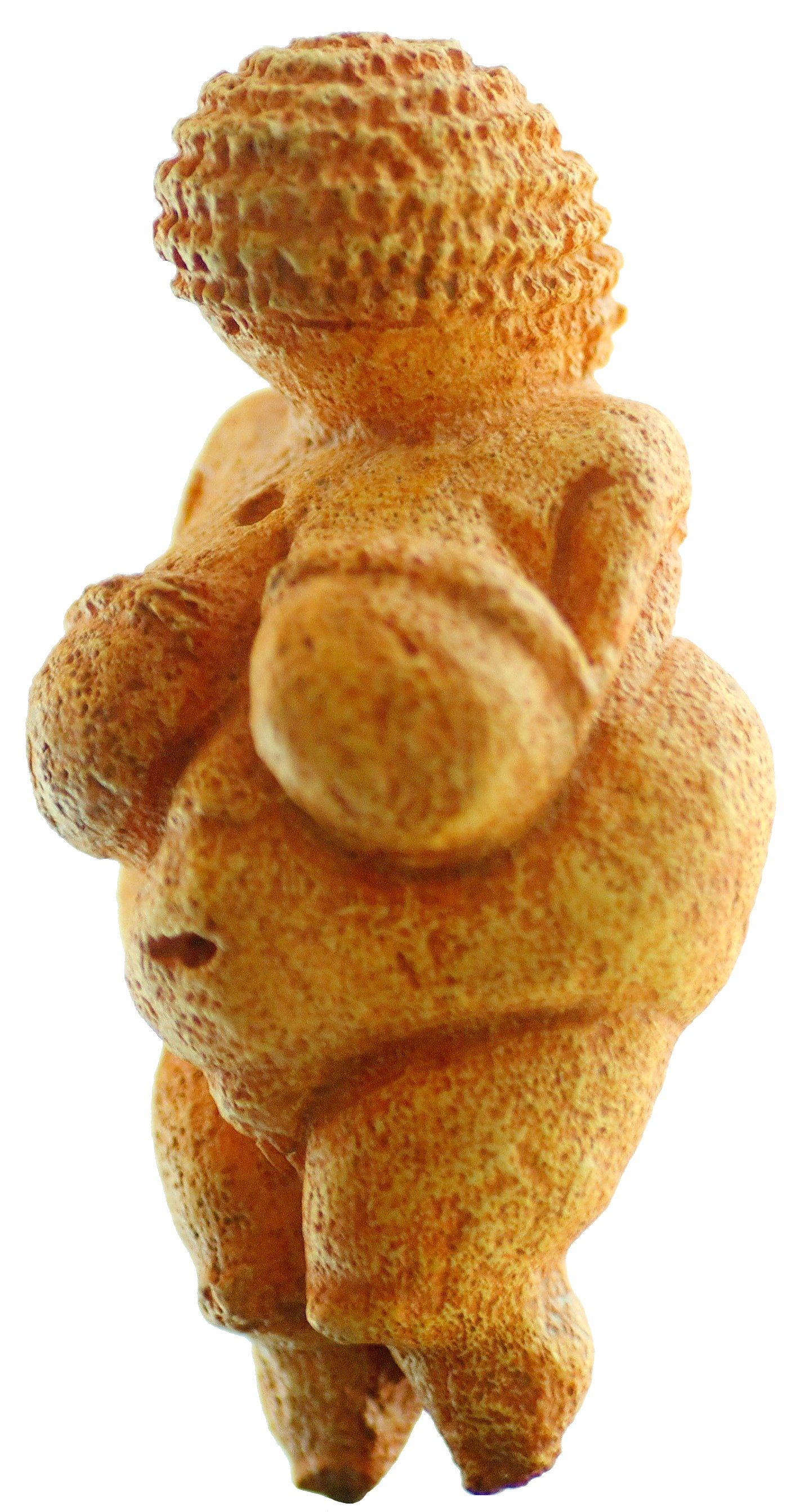
La Venus de Willendorf, del Paleolítico Superior, que se estima que fue esculpida entre el 24 000 y el 22 000 a. C.

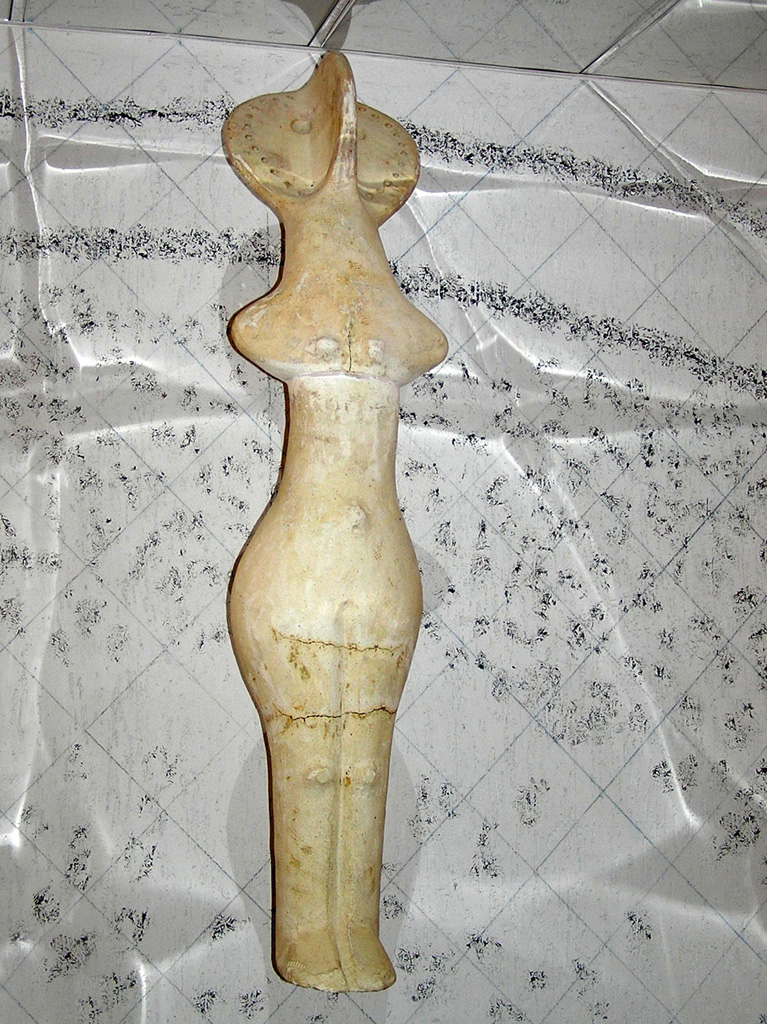
Una estatuilla de la cultura de Cucuteni, IV milenio a. C.

Una diosa madre es una deidad femenina (diosa) que sirve como representación de la energía femenina procreadora y de la fertilidad. 
En algunas culturas es representada como la madre tierra y la diosa de la fertilidad, siendo la generosa personificación de la tierra y de la vida en general. Como tal, no todas las diosas pueden considerarse manifestaciones de la diosa madre aunque sean consideradas deidades de la fertilidad, o sean deidades femeninas. Del mismo modo no necesariamente puede ser considerada una deidad creadora propiamente tal al no abarcar todos los aspectos cosmogónicos de la creación. 
En las tradiciones occidentales, la diosa madre fue representada de muchas maneras, desde las imágenes talladas en piedra de la diosa Cibeles hasta la Dione (‘diosa’) que se invocaba junto con el dios Zeus en el oráculo de Dódona (Grecia) hasta finales de la época clásica. Entre los himnos homéricos (siglos VII-VI a. C.) hay uno dedicado a la diosa madre llamado «Himno a Gea, madre de todo».
Los sumerios escribieron muchos poemas eróticos sobre su diosa madre Ninhursag.

## Controversia
Las deidades que encajan con la moderna concepción de «diosas madre» han sido adoradas claramente en muchas sociedades hasta la actualidad. James Frazer (autor de La rama dorada) y aquellos a quienes influyó (como Robert Graves y Marija Gimbutas) avanzaron la teoría de que todo el culto en Europa y la civilización egea que incluyó cualquier tipo de diosa madre tenía su origen en los matriarcados neolíticos preindoeuropeos, y que sus diferentes diosas eran equivalentes.
Aunque el «tipo» ha tenido buena aceptación como categoría útil para la mitografía, la idea de que en la antigüedad se creyera que todas estas diosas eran intercambiables no ha sido continuada por los investigadores modernos, notablemente por Peter Ucko.

## Figuras paleolíticas
Se ha hallado diversas figuras pequeñas y, a menudo, corpulentas, en el transcurso de excavaciones arqueológicas del Paleolítico Superior, denominadas Venus paleolíticas; siendo quizás la más famosa la Venus de Willendorf (hacia el 22 000 a. C.). Muchos arqueólogos creen que su intención era representar diosas, aunque otros creen que pudieron haber servido a algún otro fin. Estas figuritas son anteriores en varios miles de años a los registros disponibles de diosas detallados a continuación como ejemplos, por lo que aunque parecen pertenecer al mismo tipo genérico, no está claro si de hecho eran representaciones de una diosa o de si hubo alguna continuidad religiosa que las relacionase con las deidades de Oriente Medio y la Antigüedad clásica.

## Ejemplos de diosas madre y/o deidades de la fertilidad
Muchas culturas antiguas adoraron deidades femeninas como parte de sus panteones que encajan con la concepción moderna de «diosa madre». Las siguientes son ejemplos:

### Diosas sumerias, mesopotámicas y griegas
Tiamat en la mitología sumeria, Ishtar (Inanna) y Ninsuna en la caldea, Asera en Canaán, Astarté en Siria y Gea en Grecia, por ejemplo.

### Mitología india

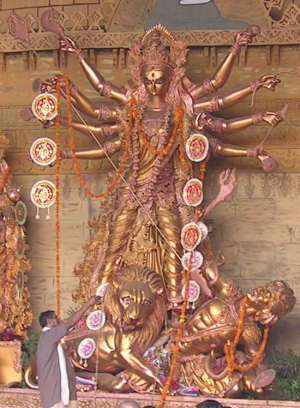
La diosa Durga es considerada como la diosa madre suprema por algunos hinduistas.

En el contexto de las religiones de la India, el culto a la diosa madre puede seguirse hasta los orígenes del vedismo (la religión anterior al hinduismo). En el Rig-veda (el texto más antiguo de la India, de mediados del II milenio a. C.) existe la diosa Áditi, la madre de todos los dioses. También se presenta el concepto de la Tierra como diosa madre.
En la posterior literatura puránica (desde el siglo III a. C.) y textos posteriores se alude a la diosa madre con varios nombres de diosas (devis), tales como Durga, Maya, Párvati, o con el concepto de Prakriti.

#### Shaktismo
En el shaktismo, una forma de hinduismo fuertemente relacionada con las doctrinas hinduistas del Vedānta, la Samkhya y el Tantra y definitivamente monista, aunque hay una rica tradición de Bhakti yoga relacionada con él, la energía femenina (Śakti) se considera la fuerza motriz tras todas las acciones y existencia del cosmos fenomenal del hinduismo mediante su unión con Púrusha. El propio cosmos es el Brahman, el concepto de la realidad inalterable, infinita, inmanente y trascendente que forma el Suelo Divino de todos los seres, el «alma del mundo». La potencialidad masculina es actualizada por el dinamismo femenino, personificado en diosas multitudinarias que terminan reconciliadas en una.
El texto clave es el Devi-majatmia, que combina las teologías védicas anteriores, las doctrinas upanishádicas emergentes y las culturas tántricas en desarrollo en una exégesis laudatoria de religión shakti. Los demonios del ego, la ignorancia y el deseo atan el alma en una maya (también alternativamente etérea o personificada) y es la Madre Maya, la propia shakti, quien puede liberar al individuo atado. La Madre inmanente, Devi, está por esta razón concentrada en la intensidad, el amor y la concentración autodisolutoria en un esfuerzo por concentrar al shakta (como se llama a veces a un seguidor shakti) en la auténtica realidad subyacente al tiempo, el espacio y la causalidad, liberándole así del ciclo kármico.

### Mitología griega
En las culturas del Egeo, de la civilización Micénica y de Anatolia, una diosa madre fue venerada con las formas de Gea, Rea y Cibeles (estas dos últimas fueron identificadas en Roma como Ops y Magna Mater, la ‘Gran Madre’, respectivamente, aunque las dos estaban muy asociadas).
Las diosas olímpicas de la Grecia clásica tenían muchos personajes con atributos de diosa madre, incluyendo a Hera y Deméter. La arcaica diosa local adorada en Éfeso, cuya estatua de culto se adornaba con collares y fajas de los que colgaban protuberancias redondas, más tarde identificada por los helenos con Artemisa, fue probablemente también una diosa madre.
La fiesta de Anna Perenna de los griegos y romanos en el Año Nuevo, sobre el 15 de marzo, cerca del equinoccio vernal, puede haber sido una fiesta de la diosa madre. Dado que el Sol era considerado fuente de vida y alimento, esta fiesta también se asimilaba con la Diosa Madre.

### Mitología romana
El equivalente de Afrodita en la mitología romana, Venus, fue finalmente adoptada como figura de Diosa Madre. Era considerada la madre del pueblo romano, por ser la de su ancestro, Eneas, y antepasado de todos los subsiguientes gobernantes romanos. En la época de Julio César se le apodaba Venus Genetrix (‘madre Venus’).
Magna Dea es la expresión latina para ‘Gran Diosa’, y puede aludir a cualquier diosa principal adorada durante la República o el Imperio romano. El título Magna Dea podía aplicarse a una diosa, a la cabeza de un panteón, como Juno o Minerva, o a una diosa adorada monoteísticamente.

### Mitología turca siberiana
Umai, también conocida como Ymai o Mai, es la diosa madre de los túrquicos siberianos. Se la representa con sesenta trenzas doradas, que parecen rayos de sol. Se cree que una vez fue idéntica a la Ot de los mongoles.

### Mitología celta
La diosa irlandesa Anann, a veces conocida como Dana o Danu, tiene un impacto como diosa madre, a juzgar por el Dá Chích Anann cerca de Killarney (condado de Kerry). La literatura irlandesa nombra a la última y más favorecida generación de dioses como ‘el pueblo de Danu’ (Tuatha de Dannan).

### Mitología nórdica
Entre los pueblos germánicos probablemente fue adorada una diosa en la religión de la Edad del Bronce Nórdica, que más tarde fue conocida como Nerthus en la mitología germana, y que posiblemente persistiese en el culto a Freyja de la mitología nórdica. Su equivalente en Escandinavia era la deidad masculina Njörðr.

### Mitología vasca
En la mitología vasca se adoraba a una diosa llamada Mari. También existía la figura de la diosa Amalur (en lengua vasca, literalmente ‘madre tierra’).

### Mitología guanche
En la mitología guanche de las islas Canarias se adoraba a las diosa madre bajo el nombre de Chaxiraxi, que ha sido traducido como 'la que carga o sostiene el firmamento' desde una posible forma primitiva ta-γir-aγi.

### Mitología azteca
Coatlicue (la madre de Huitzilopochtli) y Chimalma (son las diosas de la fertilidad, patronas de la vida y de la muerte, y guías del renacimiento).

### Mitología inca
En las culturas de América del Sur, los pueblos indígenas andinos contemporáneos de las comunidades quechuas y aimaras sostienen el culto a la gran deidad Pachamama, presente en Ecuador, Perú, Bolivia, el noroeste de Argentina, el norte de Chile y ciertas regiones de Colombia. El culto a Pachamama es masivo en las áreas rurales y pequeños pueblos y ciudades, encontrándose también entre los migrantes andinos a las ciudades medianas y grandes, incluso Buenos Aires y el sur de la Argentina.

### Mitología mapuche
En la cultura mapuche (sur de Argentina y de Chile) existe la Ñuke Mapu (‘madre tierra’ en idioma mapuche); aunque no es equivalente a una «diosa madre» propiamente tal, sino que es un concepto diferente y más amplio, es el «mundo mapuche» en la cosmografía y la interacción del mapuche en él, dentro de las creencias religiosas mapuches. Sin embargo, en la mitología huilliche se considera a la Pincoya como diosa madre.

### Mitología caribeña

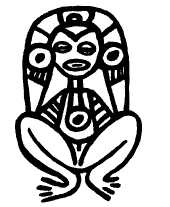
Ilustración de uno de los petroglifos de Caguana en los que aparece un ser híbrido entre mujer y rana que probablemente representaba a Atabey.

Los pueblos indígenas del Caribe, como los taínos, adoraban a una diosa madre bajo varios nombres: Atabey, Yermao, Guacar, Apito y Zuimaco. Esta diosa, muy relacionada con la fertilidad, se ha representado de diferentes formas. Se estima que entre ellas se encuentra en forma de híbrido de mujer y rana, como aparece en petroglifos del Centro Ceremonial Indígena de Caguana. En la mitología taína, Atabey la madre de Yúcahu, el principal dios de los taínos. La concepción de Yúcahu en Atabey se realizó sin mediación de ninguna potencia masculina, por lo que Yúcahu no tuvo padre y Atabey era considerada como el principio femenino del mundo.

## Cristiandad

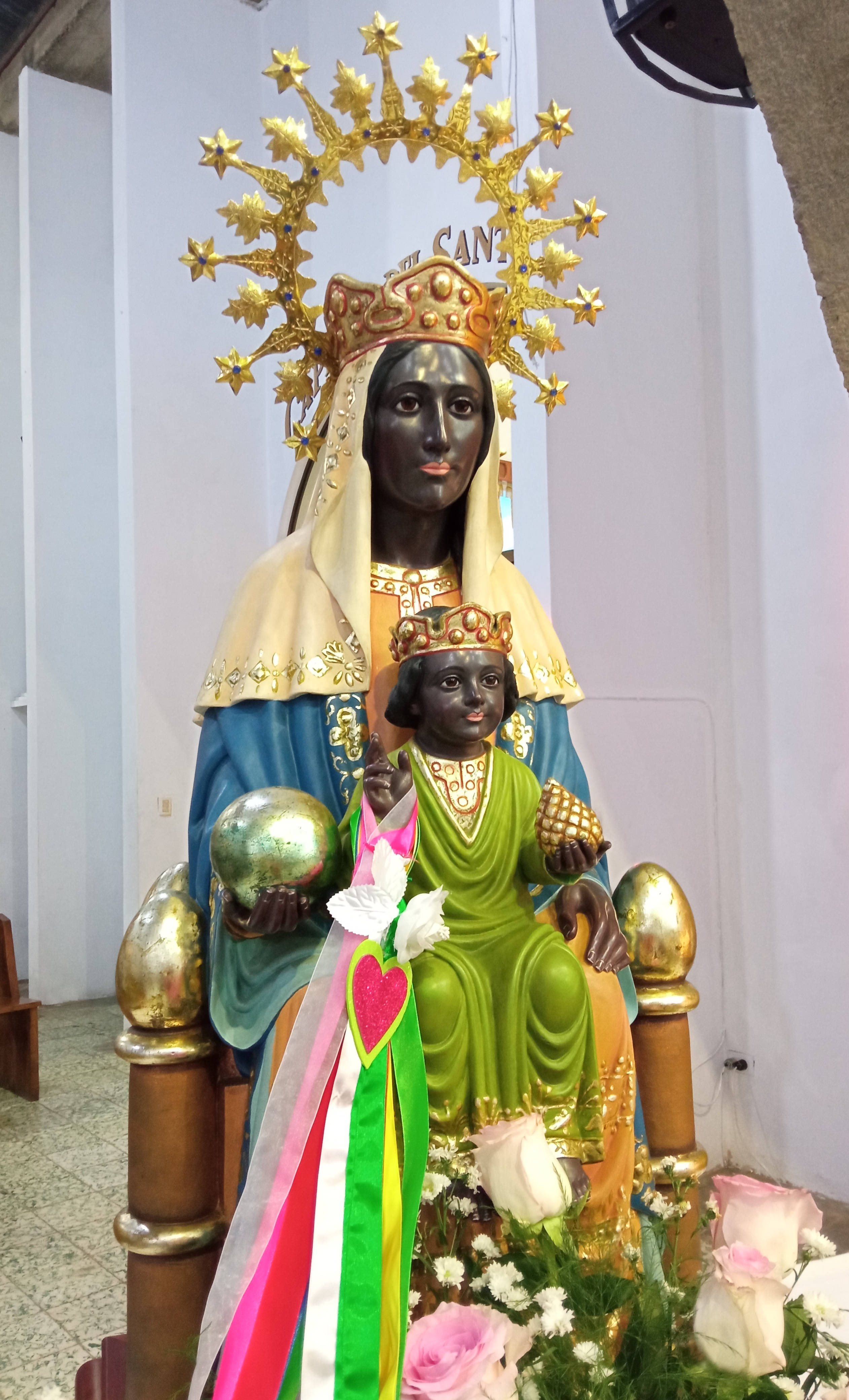
Imagen de Nuestra Señora de Montserrat.

Algunos autores defienden que el culto a la diosa madre fue el origen 
o tuvo parte en la creación y/o formación del culto que los católicos y otras denominaciones del cristianismo dan a María, como las advocaciones de las Vírgenes negras.
Sin embargo ―según el Concilio Vaticano II―, el culto de hiperdulía (veneración dedicada a la Virgen María, que debe ser más intensa que la veneración dedicada a cualquier otro santo católico), no se debe identificar con el culto de latría (que es la adoración que se le tributa exclusivamente a Dios). En referencia al culto a María, dice el Concilio Vaticano II:

Este culto, tal como existió siempre en la Iglesia, a pesar de ser enteramente singular, se distingue esencialmente del culto de adoración tributado al Verbo encarnado, lo mismo que al Padre y al Espíritu Santo, y lo favorece eficazmente.
Lumen gentium 66

Según los teólogos católicos, la Virgen María no debería ser considerada de naturaleza divina sino meramente humana.
Según Bernardino de Sahagún, la adoración precolombina a la diosa azteca Tonantzin (la gran madrecita) en México se habría sincretizado con la veneración a la Virgen María traída de España, en la imagen de la Virgen de Guadalupe, lo cual no es compartido por Cinna Lomnitz, investigador científico emérito de la Universidad Nacional Autónoma de México.

## La madre tierra en la cultura popular actual
La madre tierra y su equivalencia como Diosa madre es un tema que aparece en muchas mitologías. La madre tierra es la personificación de la Tierra, generalmente además descrita en varias culturas como una diosa fértil, que representa a la tierra fértil; siendo también descrita en algunas culturas como la madre de otras deidades, en la que se las ve como patronas de la maternidad. Generalmente se creía esto porque la tierra era vista como madre de toda la vida que crecía en ella.
Sin embargo, el concepto de madre tierra últimamente trascendió la mitología. Las Naciones Unidas, a través de la Resolución 63/278 de la Asamblea General, reconoce la Madre Tierra como "una expresión común utilizada para referirse al planeta Tierra en diversos países y regiones, lo que demuestra la interdependencia existente entre los seres humanos, las demás especies vivas y el planeta que todos habitamos", y a su vez establece el 22 de abril como el Día Internacional de la Madre Tierra.

### Literatura relacionada
- Cuando Dios era una mujer, de Merlin Stone
- La diosa hebrea, de Raphael Patai